# Christian Eltester
Christian Eltester (* 23. Oktober 1671 in Berlin; † 5. Mai 1700 ebenda) war ein deutscher Architekt, Ingenieur und Zeichner.

## Leben
Eltester war ein Sohn des kurfürstlich-brandenburgischen Hofmundschenks Christian Eltester (1630–1697). Er erhielt Unterricht in Malerei und Mathematik von Rutger von Langerfeld. Ein Stipendium von Friedrich Wilhelm ermöglichte ihm einen Romaufenthalt, wo er sich vollständig der Architektur zuwandte. Eine weitere Ausbildung erhielt er bei Mattia de Rossi und durch die Mitarbeit am Palazzo Ludovisi, dem heutigen Palazzo Montecitorio  (heutiger Sitz des italienischen Parlaments). Für seine Leistungen wurde er 1694 mit dem Orden vom Goldenen Sporn ausgezeichnet, der ihm von Herzog Comitibus Sforza überreicht wurde. Gleichzeitig wurde er zum päpstlichen Hofpfalzgrafen ernannt.

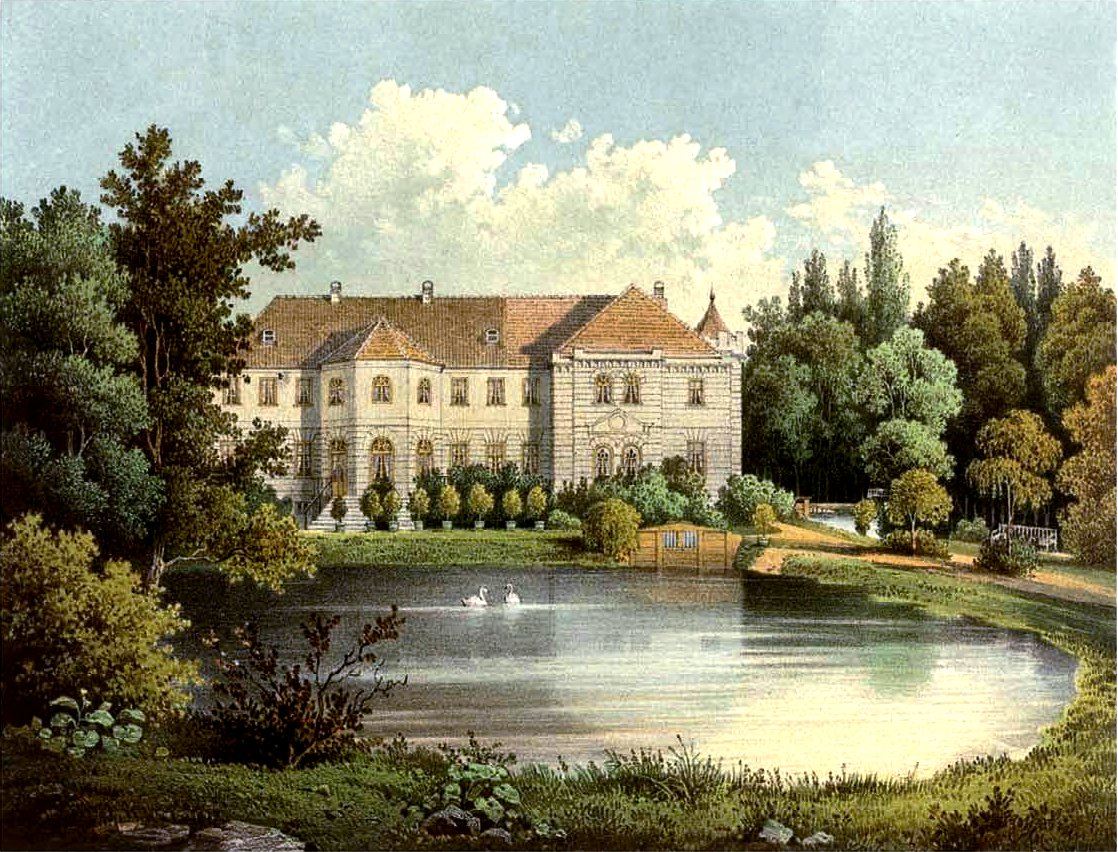
Schloss Grünhoff um 1860, Sammlung Alexander Duncker

Weitere Reisen bis nach Neapel, zusammen mit seinem Bruder Otto Christoph, folgten. 1696 ging die Rückreise über Venedig, Wien, Prag und Dresden nach Berlin. Dort wurde er zunächst Zeichenlehrer der Tochter Friedrich Wilhelms, der Prinzessin Luise Dorothea Sophie. Von Mai bis August 1697 nahm er Aufenthalt in Ostpreußen zusammen mit dem preußischen Hof. In diesem Jahr wurde er zum Hofbaumeister und -Ingenieur ernannt mit der Zuständigkeit für das Gebiet um Königsberg. Von Mai bis Juli 1698 nahm er erneut Aufenthalt in Königsberg und in Warschau. Weitere Reisen in die Niederlande, England und Warschau folgten, unterbrochen von Aufenthalten in seinem Amtsgebiet Königsberg. Zu Ende des Jahres 1699 erkrankte er und verstarb bereits mit 29 Jahren am 5. Mai 1700 in Berlin.
Ein Konvolut mit Studienzeichnungen seiner Reisen hat sich im Kupferstichkabinett der Staatlichen Museen zu Berlin erhalten. Eines der wenigen nach seinen Entwürfen realisierten Gebäude dürfte Schloss Grünhoff (heute russisch: Roschtschino) bei Cranz (heute Selenogradsk) in Ostpreußen sein. Schloss Grünhoff ist eines der wenigen erhaltenen Adelsschlösser im ehemaligen Ostpreußen.